# Çakıllar, Halkapınar
Çakıllar là một xã thuộc huyện Halkapınar, tỉnh Konya, Thổ Nhĩ Kỳ. Dân số thời điểm năm 2011 là 293 người.